# 크리스 메펌
크리스토퍼 제임스 메펌(영어: Christopher James Mepham, 1997년 11월 5일 ~ )은 웨일스의 축구 선수이다. 포지션은 센터백이며, 현재 잉글랜드 프리미어리그의 AFC 본머스에서 EFL 챔피언십의 선덜랜드로 임대되어 뛰고 있다.